# Johanna Westberg
Johanna Westberg (* 6. April 1990 in Nacka) ist eine ehemalige schwedische Handballspielerin, die dem Kader der schwedischen Nationalmannschaft angehörte.

## Karriere
Johanna Westberg begann das Handballspielen bei Skuru IK. Mit Skuru gewann sie 2009 die schwedische Jugendmeisterschaft. Mit der Damenmannschaft von Skuru lief sie in der Elitserien auf und nahm in der Saison 2013/14 am EHF-Pokal teil. Zur Saison 2014/15 wechselte Westberg zum dänischen Erstligisten Randers HK. Zwei Jahre später schloss sie sich dem Ligakonkurrenten Nykøbing Falster Håndboldklub an. Mit Nykøbing Falster gewann sie 2017 die dänische Meisterschaft und 2018 den dänischen Pokal. Ab dem November 2018 bis zum Oktober 2019 pausierte sie schwangerschaftsbedingt. Nach der Saison 2021/22 beendete sie ihre Karriere.
Westberg bestritt 79 Partien für Schweden, in denen sie 154 Treffer erzielte. Mit Schweden nahm die Rückraumspielerin an der Europameisterschaft 2012 und an der Europameisterschaft 2016 teil. Mit der schwedischen Auswahl belegte sie den vierten Platz bei den Olympischen Spielen in Tokio. Westberg erzielte im Turnierverlauf insgesamt 22 Treffer.
Ihre Zwillingsschwester Emelie Nykvist spielte ebenfalls Handball.